# مارك فيورستين
مارك فيورستين (بالإنجليزية: Mark Feuerstein)‏ (مواليد 8 يونيو 1971) ممثل أمريكي لأبوين يهوديين، كان يهوى في صغره لعبة المصارعة، وحصل على بطولة محلية أثناء دراسته الثانوية.
تخرج مارك فويرشتاين من جامعة برينستون في عام 1993. حصل على منحة فولبرايت ودرس في أكاديمية لندن للموسيقى والفنون المسرحية.

## حياته الشخصية
تزوج من الكاتبة التلفزيونية دانا كلاين في عام 2005. لديهم ثلاثة أطفال: ليلى جين، وادي جونز فريسكو.

## روابط خارجية
- مارك فيورستين على موقع IMDb (الإنجليزية)
- مارك فيورستين على موقع ألو سيني (الفرنسية)
- مارك فيورستين على موقع أول موفي (الإنجليزية)
- مارك فيورستين على موقع قاعدة بيانات برودواي على الإنترنت (الإنجليزية)
- مارك فيورستين على موقع قاعدة بيانات الأفلام السويدية (السويدية)
- مارك فيورستين على موقع إن إن دي بي (الإنجليزية)
- مارك فيورستين على موقع قاعدة بيانات الفيلم (الإنجليزية)
- مارك فيورستين على موقع كينوبويسك (الروسية)